# (73990) 1998 EU12
1998 إي يو 12 (ويعرف أيضًا باسم (73990) 1998 إي يو 12 وفق تسمية الكوكب الصغير) (بالإنجليزية: 1998 EU12)‏؛ هو كويكب ضمن حزام الكويكبات.
اكتُشف هذا الجُرم الفلكي بواسطة إيريك والتر إلست في 1 مارس 1998، وترتيبه 73990 من حيث الاكتشاف.

## الوصف
اكتُشف 739901998EU في 1 مارس 1998 في مرصد لاسيلا، الواقع في صحراء أتاكاما، إقليم كوكيمبو في تشيلي، بواسطة عالم الفلك البلجيكي إيريك والتر إلست. وقد رصد المشروع 1,614 مشاهدة للكويكب إلى غاية 5 فبراير 2022 بتوقيت منطقة المحيط الهادئ، أي في مدة قدرها 11,290 يومًا (30.9 عام). تستغرق الفترة المدارية للكويكب 1,270 يومًا (3.5 عام).

## الخصائص المدارية
يتميز مدار هذا الكويكب بنصف محور رئيسي يبلغ 2.29 وحدة فلكية، وحضيض قدره 1.9 وحدة فلكية، وانحراف قدره 0.173 وزاوية ميلان 6.26 درجة بالنسبة لمسار الشمس. بسبب هذه الخصائص، أي نصف المحور الرئيسي بين 2 و3.2 وحدة فلكية وحضيض أكبر من 1,666 وحدة فلكية، يُصنف هذا الجُرم الفلكي وفقًا لقاعدة بيانات مختبر الدفع النفاث لأجرام النظام الشمسي الصغيرة كائنًا من حزام الكويكبات الرئيسي.

## وصلات خارجية
- (73990) 1998 EU12 في قاعدة بيانات مختبر الدفع النفاث لأجرام النظام الشمسي الصغيرة

- الاكتشاف · مخطط المدار ·  العناصر المدارية · المعلمات المادية

- (73990) 1998 EU12 على موقع ويكي سكاي: DSS2, SDSS, GALEX, IRAS, Hydrogen α, X-Ray, Astrophoto, Sky Map, Articles and images